# كارونكيو
كارونكيو (بالإيطالية: Carunchio)‏ هي بلدية في مقاطعة كييتي في إقليم أبروتسو الإيطالي.

## السكان
في سنة 1861 بلغ عدد السكان 2٬521 نسمة، وتطور العدد ليصل في سنة 2011 لـ 639 نسمة.
يظهر هذا المخطط البياني تطور النمو السكاني لـ كارونكيو